# Para-politique
Le terme de para-politique désigne la pratique de la politique par des biais autres que ceux des partis politiques, des élections et du parlementarisme ; la para-politique comprend les associations, les lobbys, les organisations internationales, les organisations non gouvernementales, les organisations syndicales ou tout corps constituant la société civile.

## Définitions
Pour Christian Coulon, un système para-politique couvre, outre des institutions, « les processus et valeurs dont le fondement n'est pas à proprement parler politique » mais qui interviennent dans son champ. 